# Mercury-Redstone BD

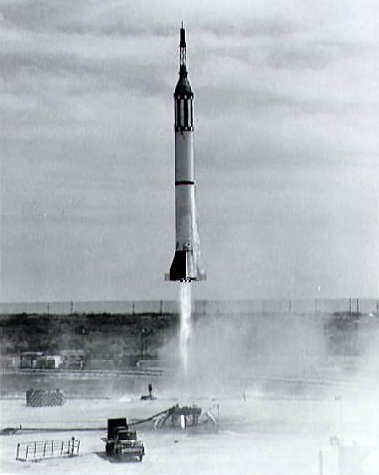
Il lancio, 24 marzo 1961

Venne nominata missione Mercury-Redstone BD l'apposito volo per lo sviluppo del congegno propulsore del veicolo spaziale Mercury eseguito nell'ambito dell'omonimo programma spaziale degli Stati Uniti d'America. Le lettere BD per l'appunto indicano Booster Development cioè sviluppo del congegno propulsore. Si trattò di una missione priva di equipaggio lanciata il 24 marzo 1961 dalla rampa di lancio numero 5 di Cape Canaveral in Florida. Nella missione venne impegnato un prototipo della capsula spaziale Mercury, nonché il razzo vettore del tipo Redstone con il numero di serie MRLV-5 (Mercury-Redstone launch vehicle 5).
Dopo i problemi riscontrati durante la missione Mercury-Redstone 2, che aveva portato lo scimpanzé Ham nello spazio, fu evidente che il razzo vettore del tipo Redstone necessitava di ulteriore sviluppo e perfezionamento prima di poter essere impegnato per una missione equipaggiata da un essere umano.
Fu il dott. Wernher von Braun ad aggiungere la missione Mercury-Redstone BD nel programma dei lanci inserendola tra le missioni Mercury-Redstone 2 e Mercury-Redstone 3.
La causa delle sovraccelerazioni riscontrate durante precedenti missioni del razzo vettore Redstone venne individuata nel fatto che un'apposita valvola non regolarizzava opportunamente il flusso di idrogeno verso il generatore di vapore. Questo fatto comportava il sovraccaricamento della potenza delle pompe di carburante. Pertanto, per la missione MR-BD, vennero modificati completamente i sistemi di regolarizzazione ed integrazione di velocità. Tale modifica venne mantenuta pure sui successivi razzi Redstone per evitare di superare nuovamente il limite di velocità.
Un ulteriore problema riscontrato durante i precedenti voli Mercury-Redstone furono delle vibrazioni armoniche causate dall'impatto aerodinamico nelle vicinanze della sezione di punta del razzo vettore Redstone. Per ovviare tale problema vennero aggiunti quattro comparti alla sezione di contrappeso nonché aggiunti 95 kg di isolante nello strato interno della parte superiore del compartimento strumentale del veicolo spaziale Mercury-Redstone.
Nella missione venne usato un prototipo della capsula Mercury, comunque dotato di un finto sistema di salvataggio. Inoltre non fu dotato dei retrorazzi frenanti né di congegni propulsori per la modifica della posizione di volo.
La durata della missione MR-BD fu di 8 minuti e 23 secondi. La capsula raggiunse un apogeo di 183 km percorrendo una distanza di 494 km. La velocità massima ottenuta durante la missione fu di 8.245 km/h mentre l'accelerazione misurò ben 11 g pari a 108 metri al secondo. Non fu programmato di staccare il razzo vettore Redstone dal prototipo della capsula Mercury e fu così che il veicolo spaziale così composto precipitò nelle acque dell'Oceano Atlantico avendo percorso la distanza predetta. Il punto dove il veicolo precipitò si trovò di 8 chilometri più vicino al punto indicato dai piani di volo. Il razzo Redstone ed il prototipo della capsula esplosero mentre stavano sprofondando negli abissi dell'Oceano.
Questa missione fu un pieno successo e spianò la strada per la prima missione equipaggiata di Alan Shepard sul Mercury-Redstone 3 (MR-3).

## Statistiche
- Velocità massima raggiunta:  8.245 km/h (5.123 Mph)
- Accelerazione raggiunta: 11 g (108 m/s²)